# Illa de São Nicolau
L'illa de São Nicolau és una de les illes de Barlavento a l'arxipèlag de Cap Verd. La capital és Ribeira Brava. Està situada entre les illes de Santa Luzia i Sal. Té una població de 12.769 habitants en una àrea de 388 km². La seva economia es basa principalment en l'agricultura, la pesca i el turisme de platja. La major part de la població és rural. L'aeròdrom de Preguiça està situada al sud entre Vila da Ribeira Brava i Campo.

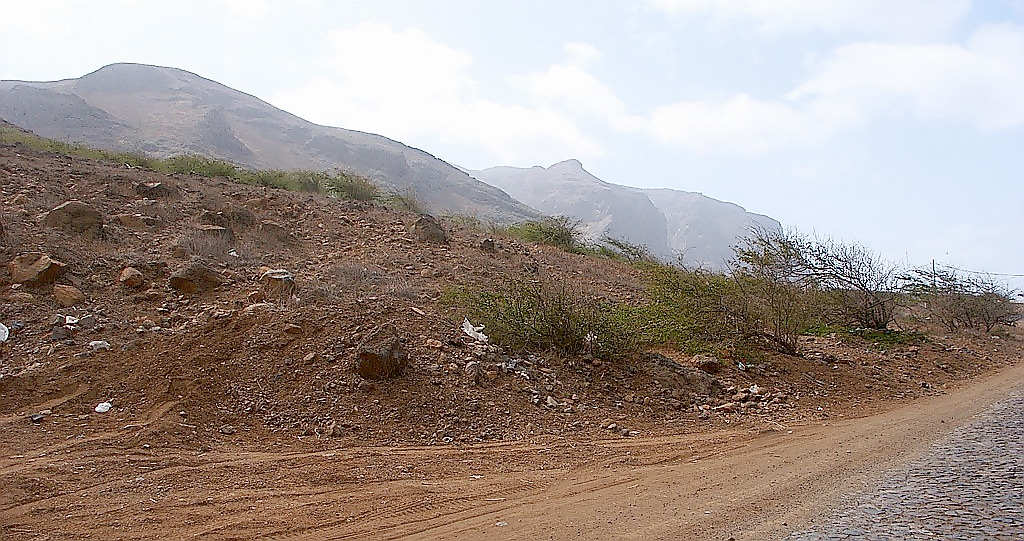

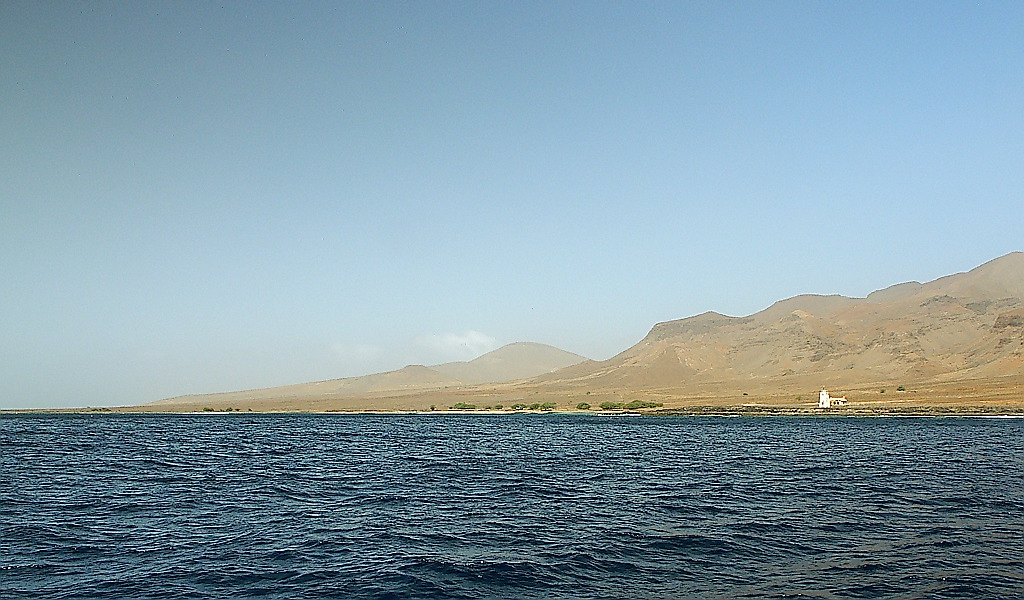
Costa de l'illa de São Nicolau.

## Història
L'illa va ser descoberta en 1461. Fou habitada per primer cop en el segle xvi i fou coneguda per les seves muntanyes i per la seva ciutat principal, Ribeira Brava, durant molt temps seu de la diòcesi de Cap Verd. La seva altra ciutat és el ferri i port pesquer de Tarrafal. Una fam va afectar tota l'illa en la dècada de 1940 que condueixen a l'emigració, principalment a São Tomé i Príncipe. En 1818 es construeix el fort de São Jorge en la localitat de Preguiça per a la defensa de l'illa dels atacs pirates.

## Divisió administrativa
L'illa de São Nicolau està dividida en dos municipis i tres freguesies:
- Ribeira Brava
  - Nossa Senhora da Lapa
  - Nossa Senhora do Rosário
- Tarrafal de São Nicolau
  - São Francisco de Assis

## Infraestructures

### Aeroports
L'illa de São Nicolau disposa del Aeròdrom de Preguiça que es troba entre les localitats de Ribeira Brava i Preguiça. A través de l'aeròdrom l'illa està comunicada amb les illes de Sal i São Vicente.

### Carreteres
La longitud de la xarxa de carreteres de l'illa és de 108,76 km, sent 92,73 km a 7 carreteres nacionals i 16,03 km a 9 carreteres municipals.
Carreteres nacionals
| Identificador | Itinerari                             | Longitud  |
| ------------- | ------------------------------------- | --------- |
| EN1-SN-01     | Ribeira Brava-Tarrafal de São Nicolau | 15,85 km. |
| EN2-SN-01     | Ribeira Brava-Aeròdrom de Preguiça    | 3,68 km.  |
| EN3-SN-01     | Tarrafal de São Nicolau-Ribeira Prata | 18,60 km. |
| EN3-SN-02     | Ribeira Brava-Carriçal                | 37,20 km. |
| EN3-SN-03     | Aeròdrom de Preguiça-Preguiça         | 3,00 km.  |
| EN3-SN-04     | Ribeira Brava-Agua das Patas          | 3,00 km.  |
| EN3-SN-05     | EN1-SN-01-Monte Gordo                 | 1,40 km.  |

### Ports
A la vila de Tarrafal de São Nicolau es troba el principal port de l'illa que connecta amb la resta de ports del país.

## Agermanaments
- Braga

## Residents notables
- Amandio Cabral (n. 1934) - cantant
- Teofilo Chantre (n. 1964) - músic
- Antonio Gominho - escriptor capverdià
- Baltasar Lopes da Silva (23 d'abril de 1907 - 28 de maig de 1989 a Mindelo)
- José Lopes da Silva (Gabrial Mariano, (1928–2003), poeta i assagista
- Paulino Vieira- cantant, compositor i poeta